# Neotropius atherinoides
Neotropius atherinoides är en fiskart som först beskrevs av Bloch, 1794.  Neotropius atherinoides ingår i släktet Neotropius och familjen Schilbeidae. IUCN kategoriserar arten globalt som livskraftig. Inga underarter finns listade i Catalogue of Life.